# Manoir de Kiltsi
Le manoir de Kiltsi (en estonien : Kiltsi mõis, en allemand : Schloss Ass ou Gilsenhof) situé dans le village Kiltsi de la commune de Väike-Maarja du Comté de Viru occidental en Estonie,,.

## Histoire
Mentionné pour la première fois en 1466, le manoir de Kiltsi tire son nom estonien de ses propriétaires médiévaux, les von Gilsen. A cette époque, le manoir était construit comme une forteresse en pierre. À l'intérieur du bâtiment du manoir ultérieur, une pièce de la tour ronde avec des trous de tir pour les canons remorqués a été conservée du château, ainsi qu'un certain nombre de murs au premier étage.
La forteresse fut détruite lors de la guerre de Livonie, lorsque le 7 février 1558 une bataille eut lieu entre ceux qui s'étaient réfugiés dans la forteresse et les troupes russes.
Aux XVe et XVIe siècles, le manoir appartenait à la famille von Wrangel.
Le manoir de Kiltsi est mentionné pour la première fois en 1466, lorsqu'en 1466 Bartel Wrangell transféra légalement Kiltsi à Ficke Wrangell.
Avant 1514, Bertold Berch, en tant que deuxième mari de la veuve de Vicke Wrangel, décédée en 1470, vendit le manoir de Kiltsi à Bertold von Gilsen.
Le nom allemand Gilsenhof vient également du nom des Gilsen.
En 1581, le propriétaire était Robrecht Gilsen, la même année, le roi de Suède Jean III (roi de Suède) donna Kiltsi au capitaine Lorentz Cognol, administrateur adjoint de Rakvere, et plus tard, à la demande du roi danois, à l'héritier de Robert Gilsen, Berend Gilsen.
La sœur de Berend, Margaretha Gilsen, épousa Otto von Uexküll (inhumé en 1601) et, en tant qu'héritier le plus proche, le manoir de Kiltsi lui fut loué en 1588. En 1637, partage de l'héritage entre le propriétaire foncier de Vigala, le conseiller général estonien Otto Uexküll et le lieutenant-colonel Otto Johann Uexküll (Härgla). Otto von Uexküll (décédé en 1650), en tant qu'époux de Hildegard von Uexküll (née Uexküll), la fille d'Otto (décédée en 1601), l'héritier le plus proche des manoirs de Vigala et de Kiltsi, s'est approprié le manoir de Kiltsi. En 1663, Margaretha von Zoege, veuve d'Otto Reinhold von Uexküll, était propriétaire du manoir.
En 1685, le manoir de Kiltsi appartenait aux héritiers du maître chevalier Reinhold von Uexküll, tombé à la bataille de Fehrbellin le 28 juin 1675, dont sa fille Margaretha Anna Uexküll (qui avait épousé Andreas von Zoege).
En 1695, le manoir appartenait au capitaine Fabian von Uexküll. De 1696 à 1716, le propriétaire était le capitaine Andreas Zoege et à partir de 1720 le Gothard Johann Zoege en tant qu'héritier de son père Andreas Zoege.
L'héritier du Saint-Gothard Johann Adam von Krusenstern (décédé en 1763) était son fils Karl Reinhold Zoege von Manteuffel, qui en 1770 vendit les manoirs de Kiltsi et d'Aavere dans la paroisse de Marie-Madeleine au chambellan Carl August von Berg.
En 1771, le chambellan Carl August von Berg vendit le manoir de Kiltsi au capitaine Joachim Friedrich von Rosen.
En 1784, le manoir de Kiltsi fut acquis par le major Hermann Johann von Benckendorff, qui construisit le bâtiment principal du nouveau manoir sur les murs du château.
En 1801, Johann Adam von Krusenstern (1770-1846), un marin et explorateur de renommée mondiale, acheta le manoir et y vécut les dernières années de sa vie. Il a dirigé le premier voyage russe autour du monde en 1803-06 et a préparé plusieurs des meilleures cartes marines de l'époque, notamment un atlas précis de la mer du Sud. Johann Adam von Krusenstern est enterré dans la cathédrale de Tallinn.
Les Krusenstern furent propriétaires du manoir jusqu'au début du XXe siècle, puis la comtesse von Rüdiger, petite-fille d'Johann Adam von Krusenstern, vendit le manoir en 1911 à Alfred von Uexküll-Gyldenband, qui fut également le dernier propriétaire du manoir avant sa nationalisation,.
Depuis 1920, une école est située dans le bâtiment du manoir. Depuis les années 1990, le manoir a été restauré et une salle de musée y a également été ouverte, qui reflète entre autres la vie et les activités d'Adam Johann von Krusenstern. Le manoir a été entièrement restauré en 2000-2004, tant à l'intérieur qu'à l'extérieur.

## Architecture
Au Moyen Âge, le territoire du manoir abritait le petit château de Kiltsi, détruit lors de la guerre de Livonie.
Dans les années 1790, un manoir de style classique précoce fut construit sur les ruines de la forteresse.
La lourde architecture évoquant une forteresse est adoucie par deux bâtiments à ailes semi-voûtées. Le fronton du manoir est orné des armoiries des familles Benckendorff et Brevern.
Dans les angles de la façade du bâtiment principal se trouvent des tours rondes avec des toits en forme de dôme (l'une d'elles date certainement du Moyen Âge), aux coins de la façade arrière se trouvent des tours tétraédriques.
La partie de la façade composée de trois fenêtres (le vestibule) présente un fronton plat triangulaire portant  le texte « Gebaut anno 1292 und renovirt 1790 (construit en 1292 et rénové en 1790) ».
L'année 1292 est probablement un peu exagérée, car on estime que les parties survivantes de l'ancien château datent du XVe siècle. Ce qui rend le manoir de Kiltsi unique en Estonie, ce sont les bâtiments à ailes voûtées bordant la place avant du bâtiment principal et la vaste grange de pierre à arcades typiques de l'architecture locale est reliée au corps de logis par une galerie, le tout formant un arc de cercle autour de la cour d'honneur.

## Site protégé
Complexe de manoir
En 1998, le bâtiment principal du manoir de Kiltsi et 7 autres batiments du manoir ont été inscrits au Registre national des monuments culturels d'Estonie (parc du manoir, grange, maison du directeur, laiterie, maison des employés, écuries, moulin à eau).
Lors de son inspection le 31 décembre 2018, le bâtiment principal était dans un état satisfaisant.

## Galerie

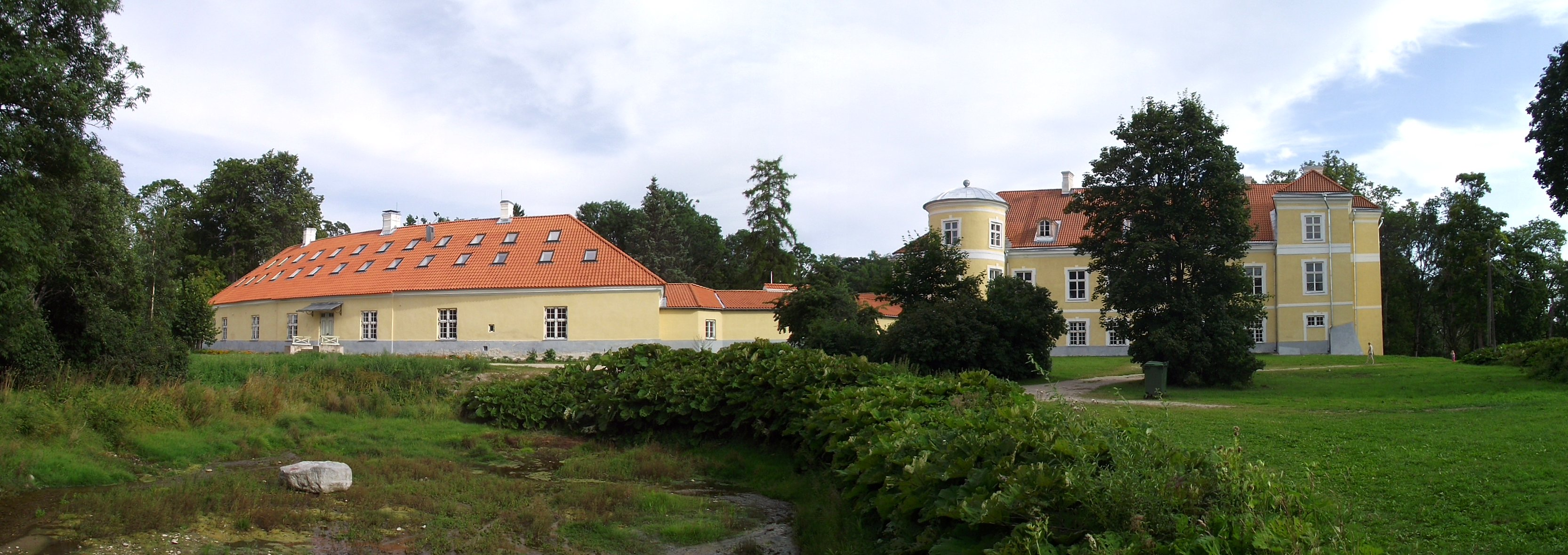
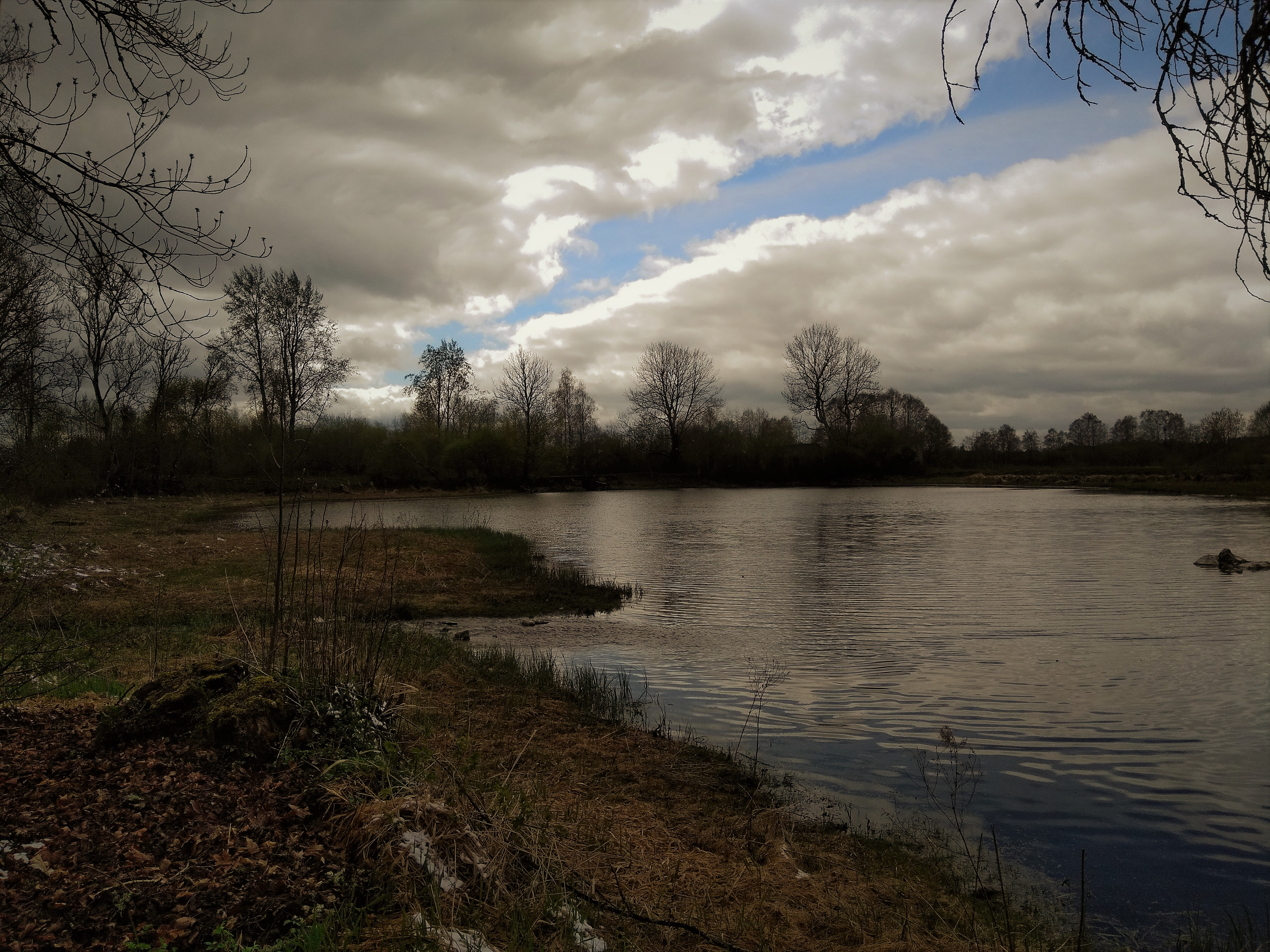

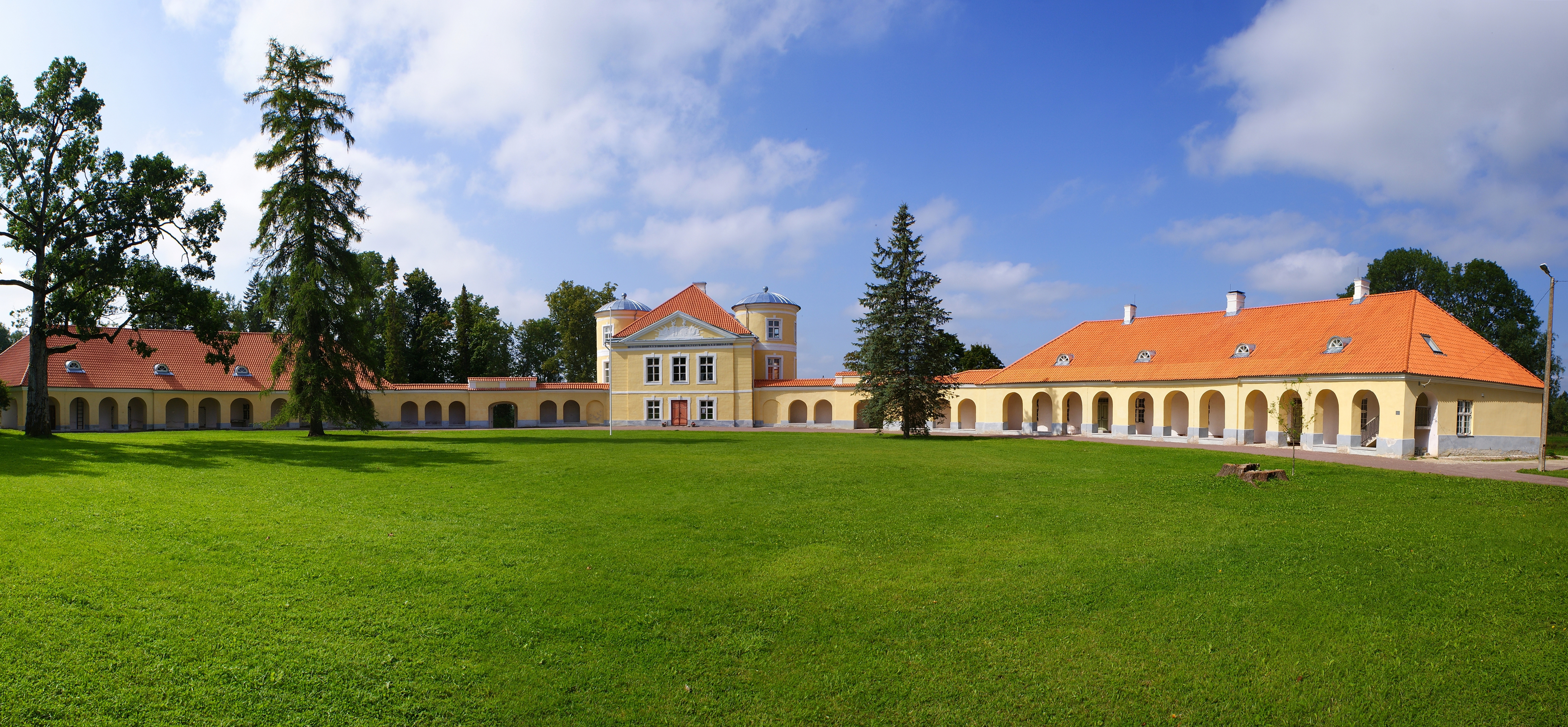
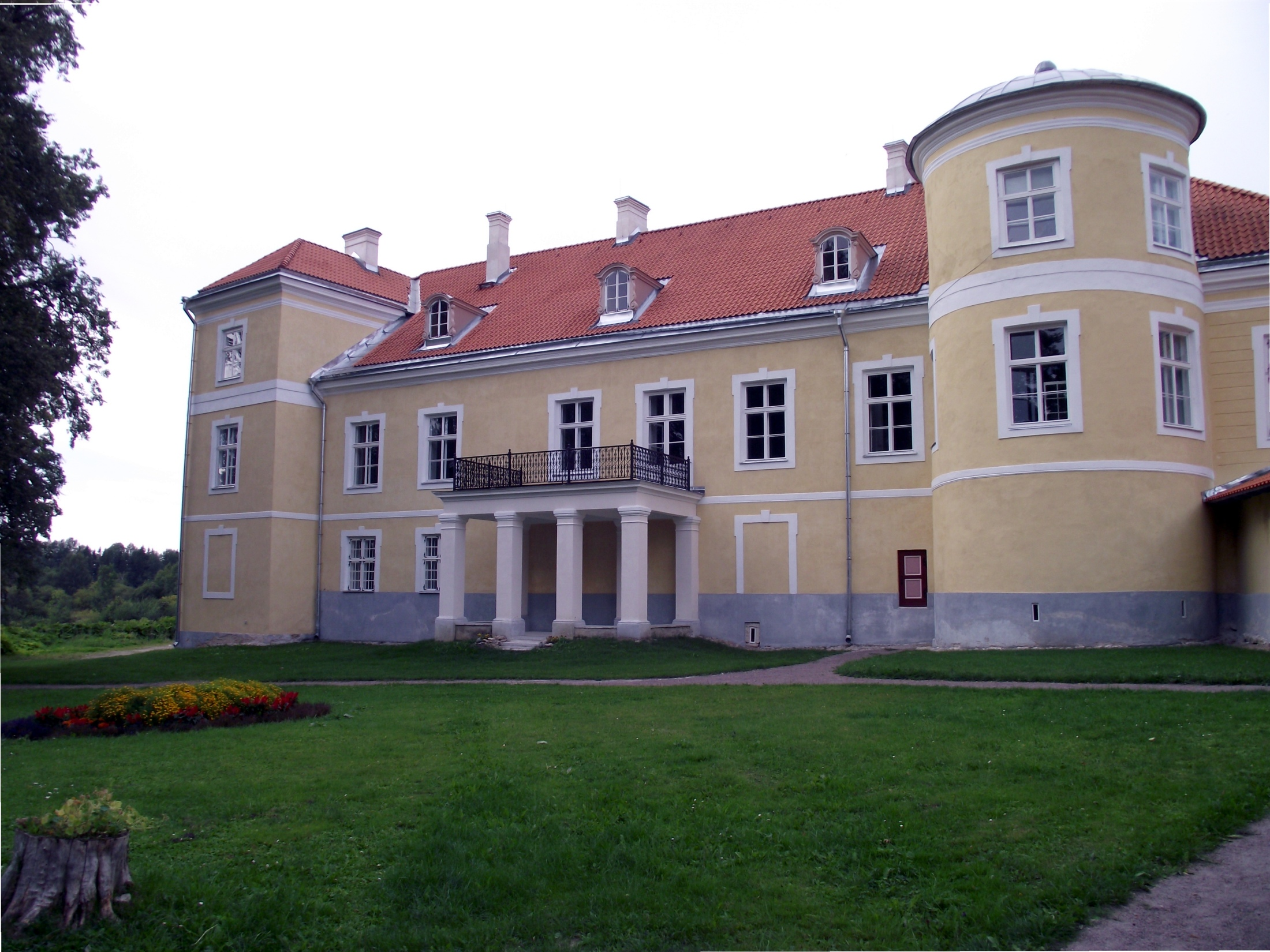
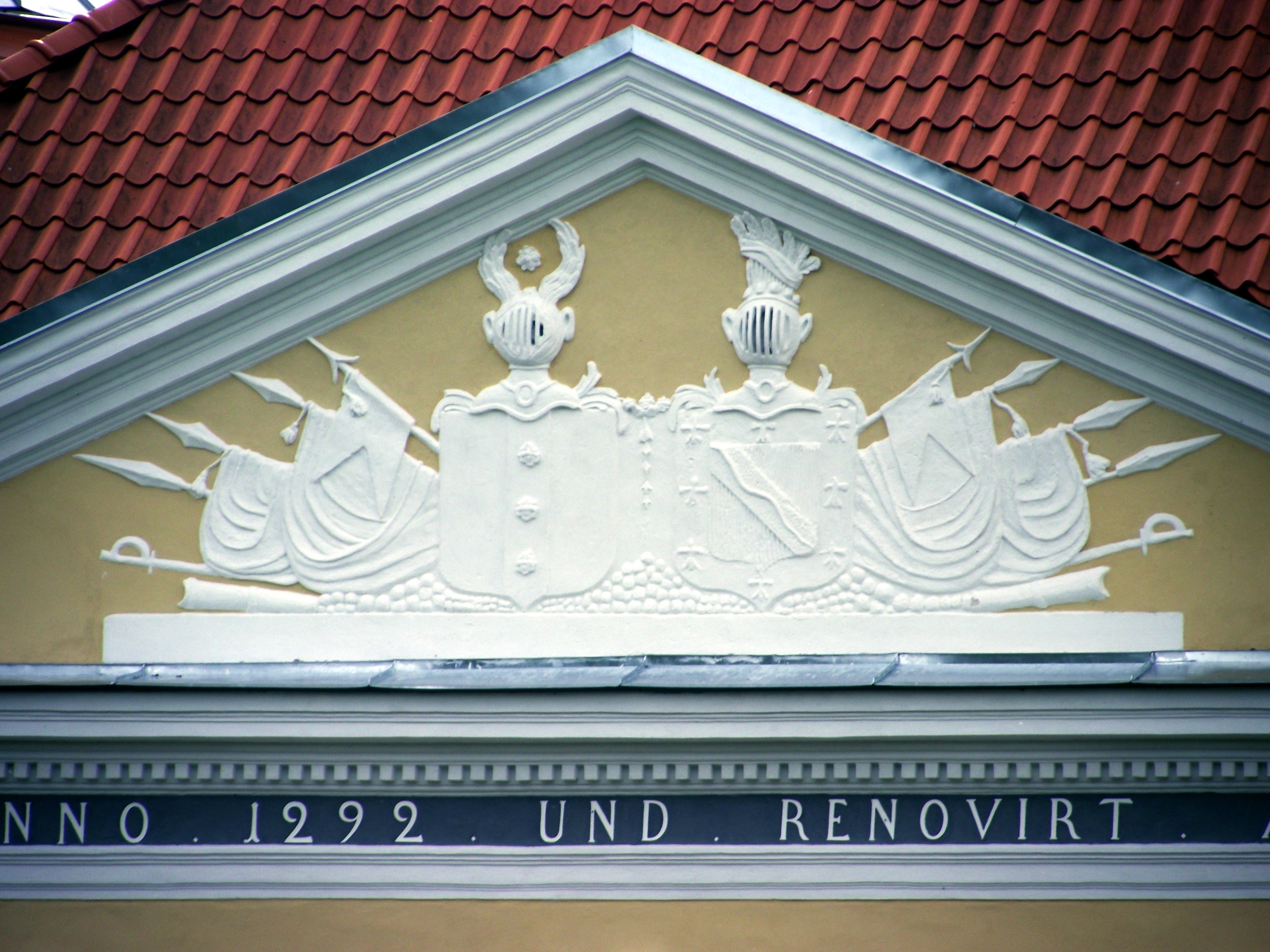